# Wilhelmine Brabé

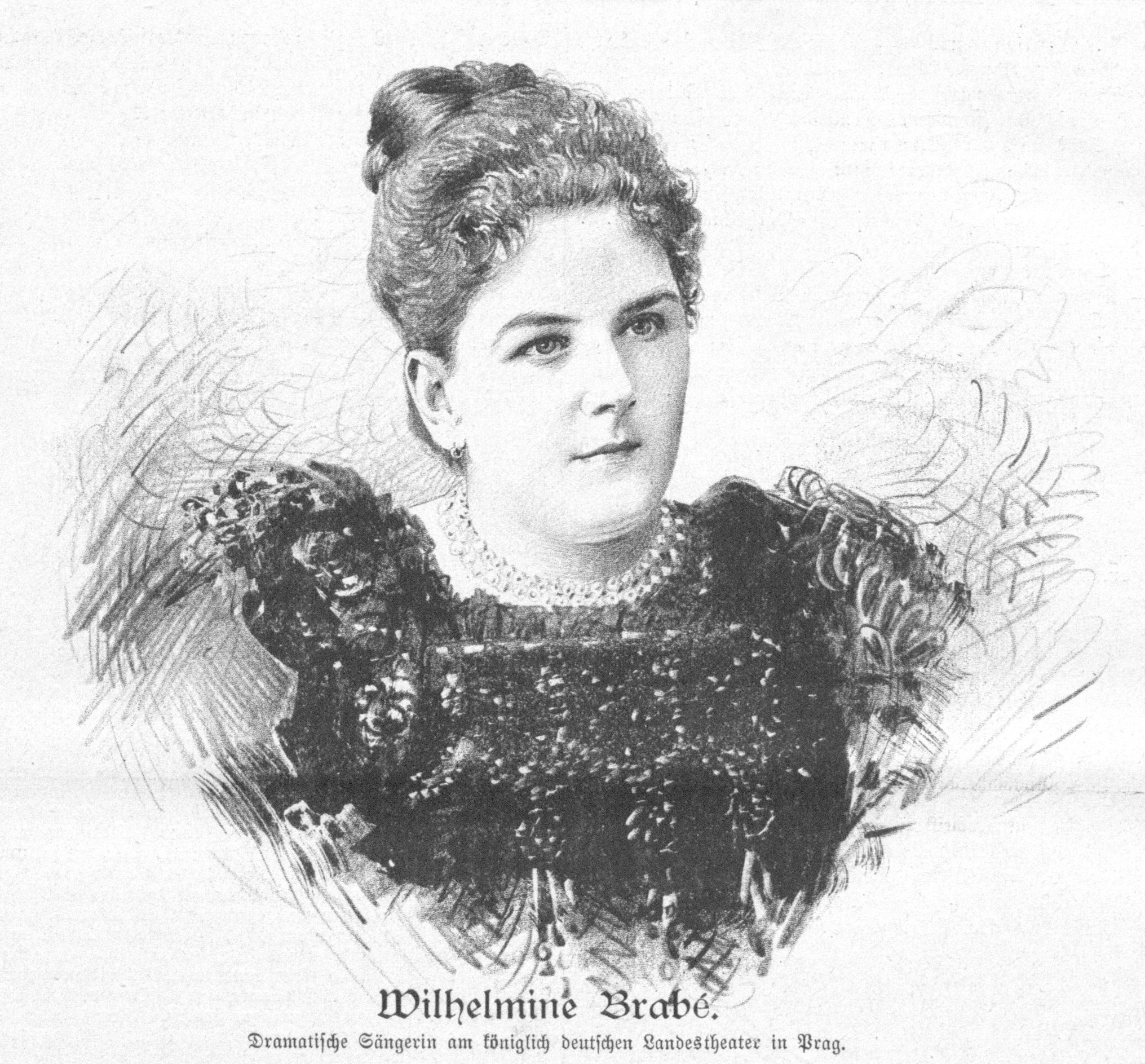
Wilhelmine Brabé im Jahre 1895

Wilhelmine Brabé (27. April 1875 in Wien – nach 1907) war eine österreichische Opernsängerin (Sopran).

## Leben
Wilhelmine Brabé, die Tochter eines erzherzoglichen Gutsverwalters, kam 1892 an das Wiener Konservatorium. 1896 erhielt sie ihr erstes Engagement am Prager Landestheater, wo sie als „Leonora“ im Troubadour debütierte. Nach einem Jahr wurde sie an die Hofbühne in Coburg-Gotha verpflichtet. Dort wirkte sie bis 1907.
Ihr weiterer Lebensweg ist unbekannt.